# Alfred Ludwig von Degenfeld

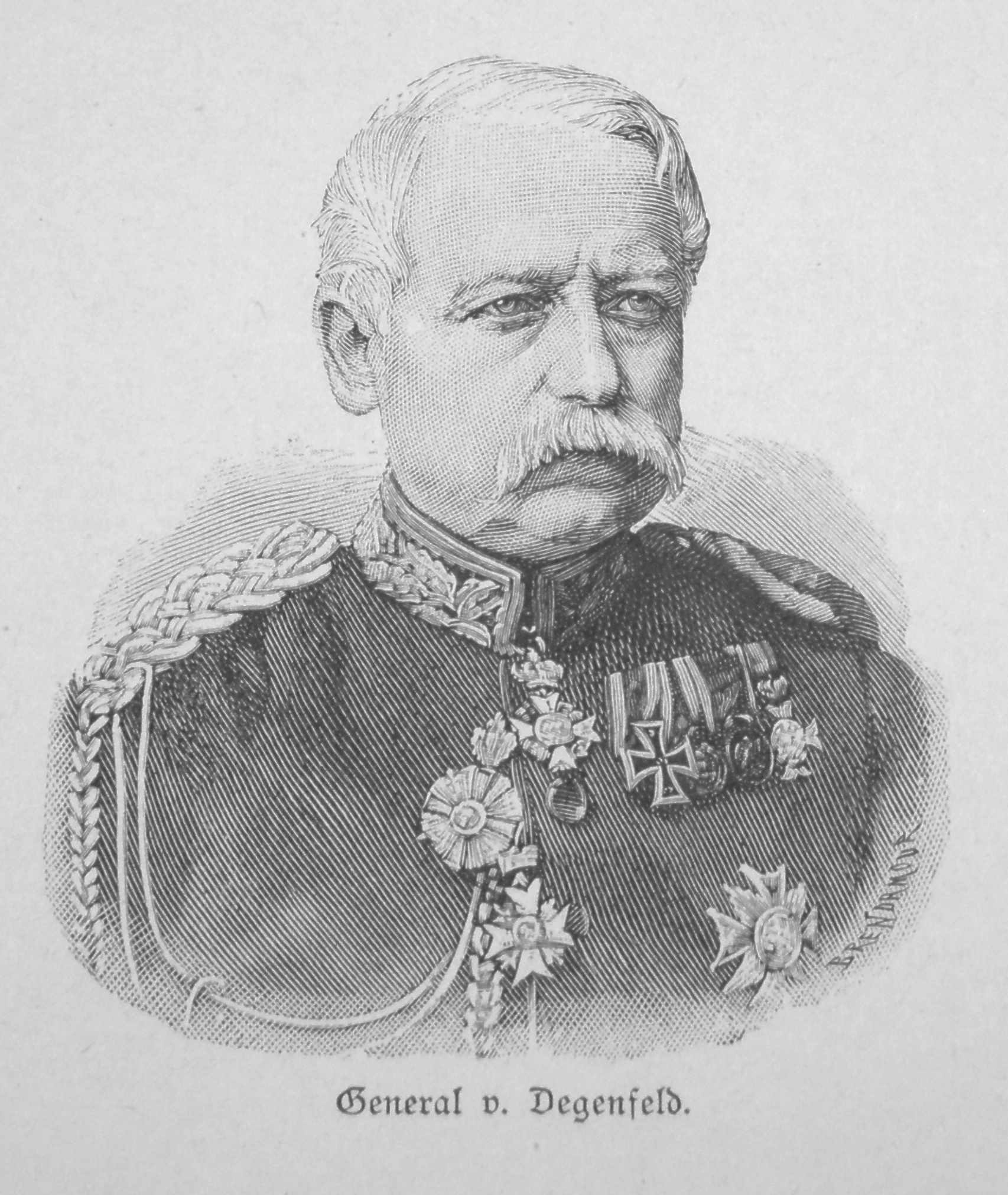
Alfred Ludwig von Degenfeld

Alfred Emil Ludwig Philipp von Degenfeld (Gernsbach, 1816. február 9. – Karlsruhe, 1888. november 16.) báró, német tábornok.

## Életútja
A karlsruhei gimnáziumban és katonai iskolában tanult, és 1833. április 1-jén a badeni hadseregbe lépett. 1836-ban tiszt, 1845-ben kapitány, 1858-ban őrnagy, 1860-ban alezredes, 1865-ben ezredes, 1868-ban vezérőrnagy és a 2. gyalogezred parancsnoka lett. Részt vett az 1848-1849-es, 1866-os és 1870-71-es háborúkban, ez utóbbiban több ízben, így Strassburg, Etuz, Pasques stb. előtt is kitűnt vitézségével. 1871. július 1-jén a porosz hadseregbe lépett át, de már ugyanazon év október 18-án mint altábornagy nyugalomba vonult. A badeni hadegyesület elnöke és 1887-től a német országgyűlés tagja volt.